# Andrew Dykstra
Andrew Dykstra (Honolulu, 2 januari 1986) is een Amerikaans voetballer die dienstdoet als doelman. 

## Clubcarrière
Dykstra tekende in juni van 2009 een contract bij het eerste van Chicago Fire. Hij maakte zijn professionele debuut op 30 juni 2009 in een Open Cup wedstrijd tegen Wilmington Hammerheads. Aan het begin van het seizoen in 2010 werd duidelijk dat Dykstra de eerste doelman zou worden voor Chicago Fire nadat doelman Jon Busch de club had verlaten. Hij maakte zijn competitiedebuut op 27 maart 2010 tegen New York Red Bulls. Op 31 januari 2011 werd bekend dat Chicago Fire niet verder zou gaan met Dykstra. Hij tekende vervolgens op 23 maart 2011 bij Charleston Battery uit de USL Pro. Op 27 februari 2012 tekende hij bij DC United waar hij gedurende twee seizoenen vervolgens werd uitgeleend aan Charleston Battery en Richmond Kickers. Op 6 april 2014 maakte hij tegen New England Revolution zijn debuut voor DC United. Op 26 februari 2015 startte Dykstra tegen Alajuelense in de CONCACAF Champions League in de basis wegens een blessure van Bill Hamid. Dykstra kende een ongelukkige wedstrijd en incasseerde vijf tegendoelpunten. Bij meerdere van deze doelpunten ging hij in de fout. De wedstrijd werd uiteindelijk met 5-2 verloren.